# إريك لندغرين
إريك لندِغرين (بالإنجليزية: Erik Lindegren) (و. 5 أغسطس 1910 - 31 مايو 1968)  شاعر وناقد ومترجم سويدي. كان عضوا في الأكاديمية السويدية من عام 1961 حتى عام 1968.

## حياته
ولد في مدينة لوليو شمالي السويد، كان والده عاملا في سكة الحديد، وجده ملحن. بسبب عمل والده اضطر إلى التنقل في أرجاء السويد، فبدأ الدراسة في أقصى الجنوب، وتابعها في أقصى الشمال ثم في الوسط، وأنهاها في جامعة ستوكهولم حيث درس الفلسفة وتاريخ الأدب، وبسبب كثرة التنقل وعدم الاستقرار سيطرعلى حياته وأدبه شعور الغربة. وقد أثرّت هذه المشاعر في أدب أغلب كتاب جيل الأربعينيات الذي نشأ فيما بين وبعد الحربين العالميتين، كتب في الصحافة وترأس تحرير دوريتي «الأربعينيات» و«بريزما»، كما كان عضوا في الأكاديمية السويدية منذ عام 1962 حتى وفاته في ستوكهولمعام 1968.

## أعماله

### في التأليف
مع اندلاع الحرب العالمية الثانية، كتب (40) سوناتا، تتألف كل واحدة من أربعة عشر بيتا غير مقفى، وشكل كل بيتين منهما (كوبليه)، نشرت عام 1942 بعنوان «رجل بلا طريق»، وأحدثت ضجة في الأوساط الأدبية لما احتوت عليه من حداثة وتجديد وغموض، دافع عنه الشاعر بأنه غموض العصر والواقع، حيث كانت نمطا من التجديد والتجريب اللغوي، والسريالية في طرْق موضوع اليأس المتبدي في النظرة إلى العالم بأسلوب تميز باللاواقعية والتركيز على الأحلام والهلوسات. ونشر عام 1947 ديوان «سويت» الذي تميز بشعره الغنائي في الغزل والتغني بالطبيعة، ثم دواوين «قصائد 1942ـ 1947» عام (1953)، و«أضحية الشتاء» (Vinteroffer) عام 1954 الذي ضمّ أفضل شعره.

### في الترجمة
ترجم عددا من الأشعار لشعر شكسبير وريلكه وإليوت وسان جون بيرس، كما ترجم وكتب «لبريتو» لعدد من الأعمال الأوبرالية مثل «دون جوان» لموزارت، و«أنيارا» التي كتبها صديقه الشاعر هاري مارتنسون، وألّف موسيقاها كارل برير بلومدال، الذي لحن أيضا بعضا من «سويتات» لندغرين في «سويت رعوية». ويعد واحدا من الذين أرسوا دعائم الحداثة في الشعر السويدي، من أمثال مارتنسون وآرتر لوندكفيست وغونار إيكيلوف وكارل فينبرغ وكارين بوي وإديت سودرغران.

## روابط خارجية
- إريك لندغرين على موقع IMDb (الإنجليزية)
- إريك لندغرين على موقع الموسوعة البريطانية (الإنجليزية)
- إريك لندغرين على موقع مونزينجر (الألمانية)
- إريك لندغرين على موقع ميوزك برينز (الإنجليزية)